# グレート・スキン島

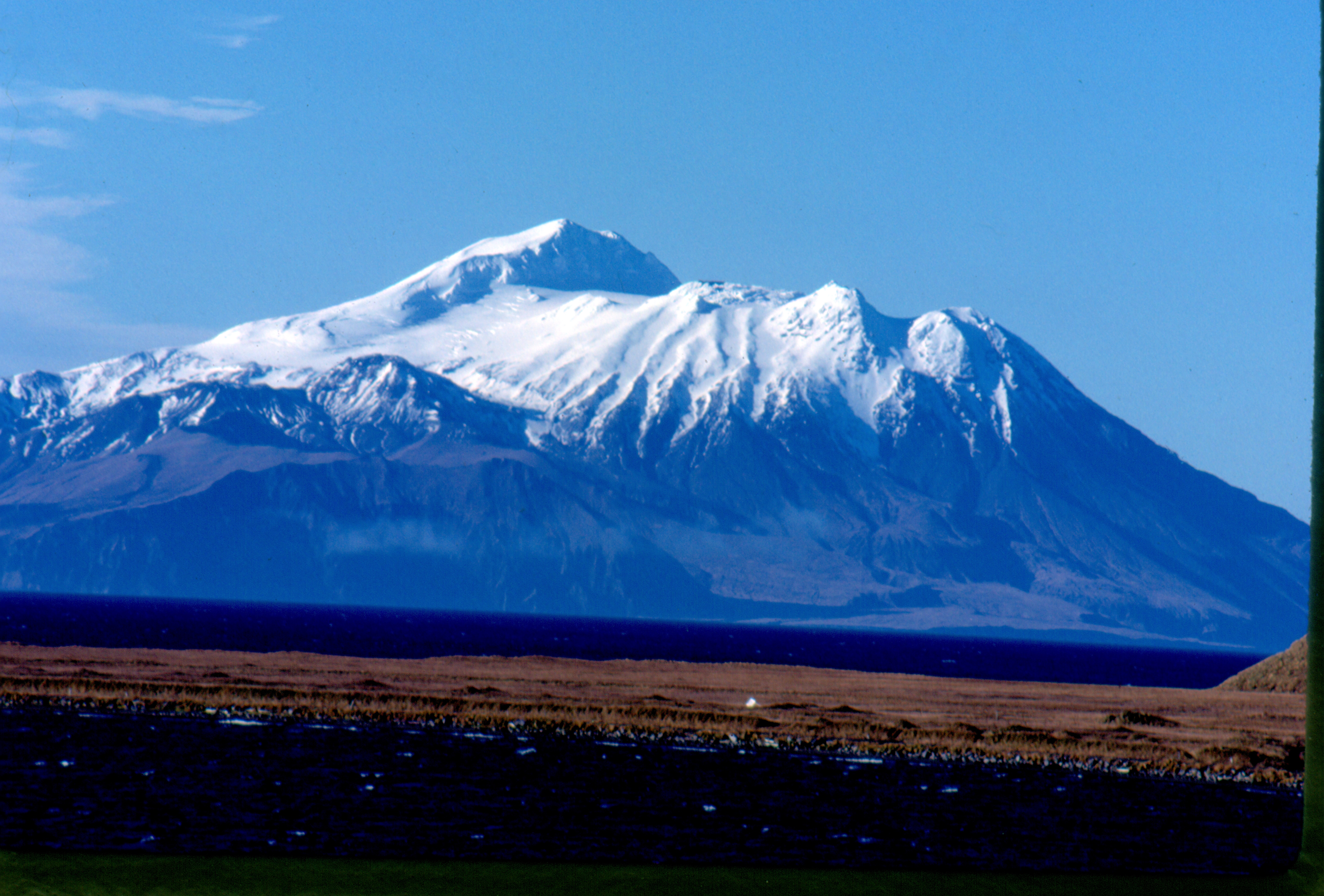
アダック島から見たグレート・スキン島(1990)

グレート・スキン島 （グレート・スキンとう、英語:Great Sitkin Island、アレウト語:Sitх̑naх̑ ）はアラスカ州アリューシャン列島のアンドリアノフ諸島にある火山島。面積は60平方マイル (160 km2)で、アダック島とアトカ島の北に位置する。
北部には標高5,710フィート (1,740 m)のグレート・スキン火山がそびえる。長さ18キロメートル (11 mi)、幅16.94キロメートル (10.53 mi)程である。